# Јадна створења (филм)
Јадна створења (енгл. Poor Things) је црнохумористички-научнофантастични филм из 2023. године, у режији Јоргоса Лантимоса, рађен по сценарију Тонија Мекнамаре. Заснован је на истоименом роману Аласдира Греја из 1992. године. У филму играју Ема Стоун, Марк Рафало, Вилем Дафо, Рами Јусеф, Кристофер Абот и Џерод Кармајкл. Радња филма се фокусира на Белу Бакстер, младу викторијанску жену која, након што ју је научник грубо васкрсао након њеног самоубиства, бежи са развратним адвокатом да се упусти у одисеју самооткривања и сексуалног ослобођења.
Филм је сниман у Мађарској од августа до децембра 2021. године. Премијерно је приказан на 80. Међународном филмском фестивалу у Венецији 1. септембра 2023. године, где је освојио Златног лава. Објављен је у Сједињеним Државама 8. децембра 2023, док је у Уједињеном Краљевству изашао 12. јануара 2024. године. Зарадио је преко 117 милиона долара широм света.
Филм је добио признање критичара, посебно због изведбе Еме Стоун, а Амерички филмски институт и Национални одбор за рецензију филмова прогласили су га једним од 10 најбољих филмова 2023. године. На 96. додели Оскара био је номинован у једанаест категорија, а победио је у четири (најбоља глумица, најбоља сценографија, најбоља шминка и најбоља костимографија). Такође је био номинован за седам Златних глобуса, а однео је победу у категоријама за најбољи филм – мјузикл или комедију и најбољу глумицу у мјузиклу или комедији.

## Радња
У викторијанском Лондону, студент медицине Макс Мекендлс постаје асистент ексцентричног хирурга Годвина Бакстера. Заљубљује се у његову штићеницу, Белу, детињасту младу жену. Годвин открива да је жена, која је била трудна, извршила самоубиство скочивши са моста. Он је заменио мозак жене мозгом њеног нерођеног фетуса, што је довело до тога да она има ум одојчета, и дао јој име Бела Бакстер.
Уз Годвиново охрабрење, Макс тражи Белину руку. Бела прихвата, али како се њена интелигенција убрзано развија, постаје радознала о спољашњем свету и себи. Док истражује своје тело, открива мастурбацију и сексуално задовољство. Она бежи са Данканом Ведерберном, развратним адвокатом којег је Годвин унајмио да ревидира брачни уговор. Одлучујући да је пусти, Годвин започиње нови експеримент са младом женом, Фелисити, која сазрева много спорије од Беле.
Бела и Данкан крећу на велико путовање, почевши од Лисабона, где често имају секс. Када му постане тешко да контролише Белу, Данкан је прокријумчари на крузер. Бела се спријатељи са двоје путника, који јој отварају ум за филозофију. Данкан безуспешно покушава да заустави њен ментални развој, па постаје огорчен и препушта се пићу и коцки. Током заустављања у Александрији, Бела сведочи патњама сиромашних и постаје избезумљена. Она поверава Данканов коцкарски добитак бескрупулозним члановима посаде, који обећавају да ће га дати сиромашнима, иако га узимају за себе. У немогућности да приуште остатак путовања, Бела и Данкан бивају остављени у Марсеју и крећу у Париз. Тражећи новац и смештај, Бела почиње да ради у јавној кући. Данкан, бесан, доживи слом и Бела га напушта. У јавној кући она долази под старатељство мадам Свајни и започиње везу са другом проститутком, Тоанет, која је уводи у социјализам.
Годвин, сада смртно болестан, тражи од Макса да му доведе Белу. Макс је проналази након што је ушао у траг Данкану, који је смештен у менталну установу. По повратку у Лондон, Бела се мири са Годвином и открива да још увек намерава да се уда за Макса. Венчање прекидају Данкан и генерал Алфи Блесингтон. Овај други, обраћајући се Бели као Викторија, изјављује да су били у браку пре њеног нестанка и да је дошао да је поврати. Она напушта Макса да би сазнала о свом претходном животу, али открива Алфијеву насилну и садистичку природу и схвата да је Викторија извршила самоубиство да би побегла од њега.
Алфи ограничава Белино кретање у својој вили. Он јој прети пиштољем да ће је подвргнути гениталном сакаћењу, захтевајући да попије седатив. Она му баци седатив у лице, и након борбе, Алфи случајно пуца себи у стопало пре него што се онесвести. Годвин умире мирно са Белом и Максом крај себе. Бела одлучује да крене Годвиновим стопама тако што ће постати хирург уз помоћ Макса и Тоанет и пресађује козји мозак у Алфијеву главу.

## Улоге
| Глумац         | Улога                               |
| -------------- | ----------------------------------- |
| Ема Стоун      | Бела Бакстер / Викторија Блесингтон |
| Марк Рафало    | Данкан Ведерберн                    |
| Вилем Дафо     | др Годвин Бакстер                   |
| Рами Јусеф     | Макс Мекендлс                       |
| Кристофер Абот | Алфи Блесингтон                     |
| Сузи Бемба     | Тоанет                              |
| Кетрин Хантер  | Мадам Свајни                        |
| Џерод Кармајкл | Хари Естли                          |
| Хана Шигула    | Марта фон Курцрок                   |
| Маргарет Кволи | Фелисити                            |